# Ugerevy 1938/49
Ugerevy 1938/49 er en dansk ugerevy fra 1938.

## Handling
1) Danske dieselautomobiler: Den første karavane af danske dieseldrevne automobiler er på vej rundt i Danmark. Ingeniør Knud Højgaard præsenterer projektet for blandt andre ministrene Stauning og Kjærbøl. Masser af mennesker er mødt på B&W.

2) Danmarksmesterskab i badminton: Først dame-double og herefter herre-double.

## Medvirkende
- Thorvald Stauning
- Knud Højgaard